# Jan Aleksander Gorczyn

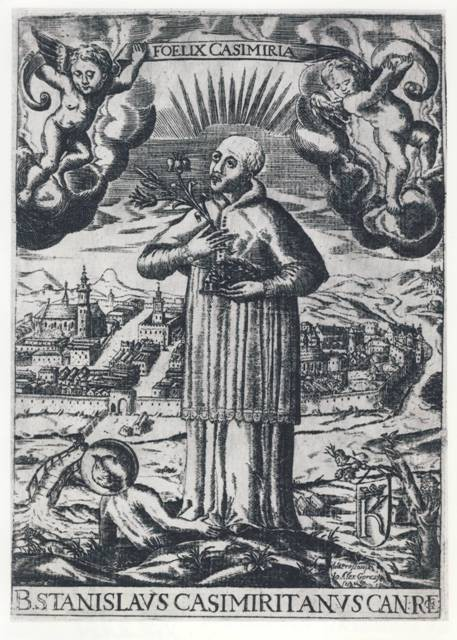
Bł. Stanisław Kazimierczyk - miedzioryt Gorczyna według Prosowskiego

Jan Aleksander Gorczyn znany także jako Gorczyński (ur. ok. 1618 w Krakowie, zm. po 1695) – polski drukarz, wydawca, rytownik, sztycharz, pisarz dewocyjno-religijny, matematyk, heraldyk i kompozytor.

## Życiorys
Syn Urszuli i Piotra, mieszczanina ze wsi Gorczyn pod Poznaniem, noszącego pierwotnie nazwisko Ulanowski. Studiował od roku 1634 na Wydziale Sztuk Akademii Krakowskiej, nie kończąc jednak studiów. W Krakowie posiadał własny dom, prowadził księgarnię i wkrótce rozpoczął działalność jako drukarz. Zajmował się także sztycharstwem. Od roku 1647 był żonaty z Dorotą, prawdopodobnie córką Jakuba Celesty. Kilkakrotnie, głównie w sprawach edytorskich, stawał przed sądem krakowskim jako powód i pozwany. Przebywał 15 miesięcy w więzieniu za długi (od lutego 1683 do kwietnia 1684). Zmarł po roku 1695.

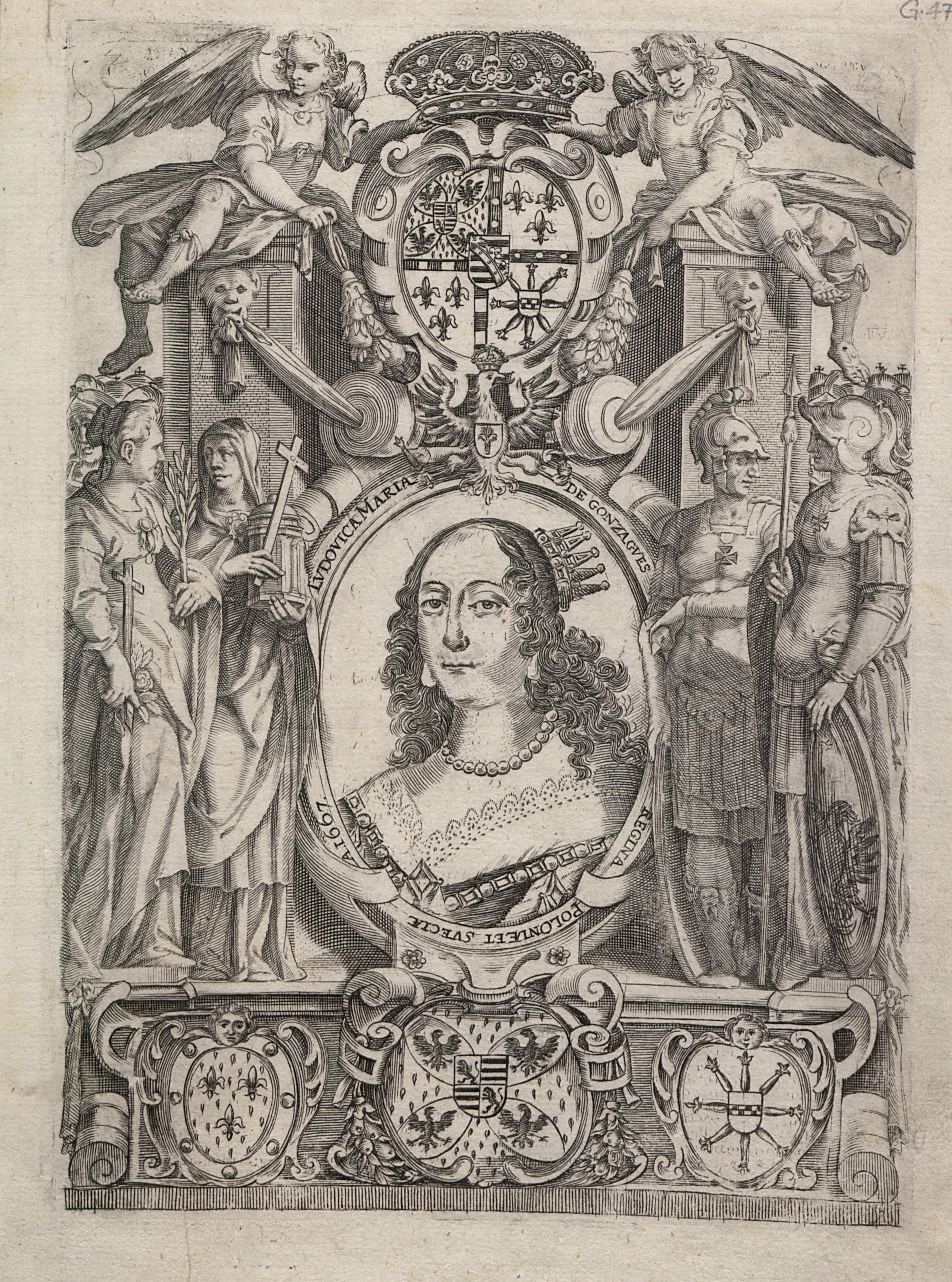
Jan Aleksander Gorczyn, Ludovica Maria de Gonzagues

## Twórczość
W roku 1647 wydał modlitewnik "Kwiatki liliowe albo modlitwy nabożne", podręcznik arytmetyki "Nowy sposób arytmetyki" oraz podręcznik muzyczny "Tabulatura muzyki abo zaprawa muzykalna". Sześć lat później (1653) wydał "Herby Królestwa Polskiego", z własnoręcznie rytowanymi ilustracjami. W roku 1661 wydawał, z polecenia Jana Kazimierza, a przy współudziale marszałka Łukasza Opalińskiego i sekretarza Hieronima Pinocciego, najpierw w Krakowie, potem w Warszawie, pierwsze czasopismo polskie "Merkuriusz Polski Ordynaryjny". Skomponował utwór muzyczny "Gaude" (obecnie zaginiony). Ostatnie jego wydawnictwa ukazały się w roku 1694.

### Ważniejsze utwory
- Tabulatura muzyki abo zaprawa muzykalna, Kraków 1647, drukarnia W. Piątkowski
- Nowy sposób arytmetyki, Kraków 1647, drukarnia K. Schedel
- Kwiatki liliowe albo modlitwy nabożne, Kraków 1647, drukarnia Akademicka; wyd. następne: Gdańsk 1671, Gdańsk 1702, Kalisz 1704, jedna edycja w połowie XVIII wieku
- Pamięć o cnotach, szczęściu, dzielności... Władysława IV, Kraków 1648, drukarnia S. Bertutowic[1]
- Herby Królestwa Polskiego, Kraków 1653, "Odezwy do czytelnika" przedr. Gazeta Literacka 1822, t. 1

### Prace edytorskie
- czasopismo Merkuriusz Polski dzieje wszystkie świata w sobie zamykający dla informacjej pospolitej..., wyd.: Kraków (nr 1-27: od stycznia do 4 maja 1661), Warszawa (nr 28-41: od 14 maja do 22 lipca 1661); według Estreichera egzemplarz Biblioteki Zamoyskich – obecnie zaginiony – posiadał wszystkie numery, do końca roku 1661; fragm. przedrukował W. Taszycki Wybór tekstów staropolskich XVI-XVIII wieku, Lwów 1928; wyd. 2 Warszawa 1955; całość wyd. krytycznie A. Przyboś, Kraków 1960, Biblioteka Wiedzy o Prasie t. 3; tygodnik redagowany głównie przez H. Pinocciego, Gorczyn był redaktorem technicznym i korektorem; egz. bardziej kompletne: Biblioteka Gdańska PAN, sygn. 7 i nast., N. L. 7820 (nr: 1-10, 12-35, 37-38 i 40-41); Biblioteka Jagiellońska, sygn. Starodruki 311299 (nr 1-38); Biblioteka Publiczna w Warszawie, sygn. Starodruki 506/II (nr: 1-41, 28 w fotokopii); Biblioteka Uniwersytecka we Lwowie, sygn. 207610, I (nr 1-39)

### Materiały
- Liczne dokumenty (m.in.: przywilej królewski, dat. Warszawa, 12 stycznia 1647, na drukowanie "Kwiatków liliowych..."; oświadczenie z października 1648 związane z kupnem domu w Krakowie) w rękopisach Archiwum Państwowego miasta Krakowa i województwa krakowskiego; wiad. oraz fragm. niektórych tekstów podaje J. Lankau "Prasa staropolska na tle rozwoju prasy w Europie 1513-1729", Kraków 1960, Biblioteka Wiedzy o Prasie t. 1
- Tekst oświadczenia przed sądem miejskim krakowskim z 2 lutego 1683 o cesji Jerzemu Romualdowi Schedlowi praw wydawniczych "Herbarza Polskiego" – ogł. J. Lankau "Prasa staropolska na tle rozwoju prasy w Europie 1513-1729", Kraków 1960, Biblioteka Wiedzy o Prasie t. 1, s. 160, egz.: Biblioteka Miejska w Gdańsku, Biblioteka Jagiellońska